# Temesközből Bánság a 18. században
A Duna, a Maros és a Tisza közötti gazdag vidéket, amelyet Magyarország Kánaánjának, Szent István koronája egyik legszebb gyöngyének neveztek – lakatlan, elvadult pusztasággá tette a török.[1.] A Császári abszolutizmus alatt a hasonló megfogalmazások szinte kötelezővé váltak. Temesközben a pápai tized jegyzékekből ismert középkori ősi falvak megtalálhatók sürün lakott vidék „elvadult lakatlan pusztaság.”nak nyoma sincs a török 1716-ban elvonult. Temesközt VI. Károly osztrák Császár vette joghatósága alá a haditanács katonai irányítása alatt, így is maradt 62 évig, de külön közigazgatási területté nem szerveződött. II.József Császár 1765 ben vizitációt tett Bánságban, anyjának Mária Terézia Királynak írja, "Bánságban teljes a zürzavar...Bécs úgy szabadul meg a tolvajoktól...a parázna nőktől, hogy Bánságba toloncolja őket.Feltartoztathatatlan a balkániak áradata." 3100 rabot is küldenek a tartományba. Bánságban a 18. századi betelepítésekről léteznek részletes adatok. Megkerülhetetlen adatok kerültek elő az őshonos lakosságról, akiknek a házait a térképeken láthatóvá váltak. A telepeseket a katonai hatóság az őshonos lakosság házaiba helyezte. A bánsági betelepítés nagyon különbözött az előbbi magyarországi telepítésektől, ott az őshonos lakosság helyben maradt a szatmári béke után /1711/a magyar jogrendszer kezdett helyre állni. Bánságot VI. Károly Császár, katonai területként kezelte, amojan gyarmatként, de nem tett semmit, hogy 62-évig rendes közigazgatási területté szervezze, még Nádasdy Csanádi püspököt is kiutasíttatta saját püspöksége területéről, Mercy Florimond katonai főparancsnokkal. Az őshonos lakosság jogfosztott lett,"hazátlan zsellér" A Császáriak minden nagybirtokot, bánya jogot eladtak idegeneknek, a telepeseknek termőföldet adtak, majd 1778. évben Bánságot Mária Terézia Apostoli magyar király joghatósága alá helyezték. Nagy meglepetést hozott az 1769-1772 évi németül „Banat”-ra átnevezett temesközi katonai térképek nyilvánosságra hozatala a Wikipédián. 208 nagyméretű táblán,[2.] pótolják a hiányzó szakmonográfiákat, látható a bánsági terület, a kézzel rajzolt múlt, láthatóak az ősi falvak portái, házai, felismerhetők az ősi falvak nevei, helyi földrajzi nevek. Ezek még nem a sakktábla szerűen épített falvak házai, azok később a XVIII. század végén és a XIX. században épültek.

## Temesköz őshonos lakossága
A síkság rendkívül gazdag termőföldje sűrűn lakott vidékké tette, már a középkortól, a fönnmaradt pápai tizedjegyzékek, a XVI. századtól a református egyházi összeírások, majd a török adólajstromokból láthatóvá vált, hogy az őshonos lakosság létszáma Bánságban a török hódoltság megszűnéséig nem csökkent. /2/ 1718 után Bánságban a VI. Károly császár uralma alatt, katonailag irányított terület jött létre Temesközben. az első kinevezett katonai főparancsnok Mercy Florimond főtiszt lett. VI. Károly császár elrendelte, hogy az átnevezett Bánságba németeket telepítsenek, Mercy Florimond /3/ főparancsnok utasítást kap, készítse föl a falvakat a német telepesek fogadására ami nem volt más mint az őshonos lakosság kirekesztése. A három megyényi területen élő őshonos lakosság kitelepítéséről, közvetett adatok léteznek, a bécsi katonai archívumai, Bánságra hivatkozó adatok, máig feltáratlanok. Böhm Lénárt az 1864. évi monográfiában „Dél-Magyarország vagy az úgynevezett Bánság„ oly befolyás alatt keletkezett, amely csak félig szabadelvű történelem megírását is lehetetlenné tette és oly időben midőn minden levéltár úgy szólván, hét lakatra volt zárva és megközelíthetetlen volt. /4/ A német betelepítés az őshonos lakosság házaiba történt, amiről pontos nyilvántartások készültek, amiből a kitelepítettek létszáma is követhető, a közzétett Mercy-féle 1723-1725. évi térkép, de sokkal aprólékosabb az 1769-1772-ben készült bánáti katonai térkép, sűrűn lakott vidéket mutat, az őshonos középkori falvak neveit felismerjük, a Borovszki Samu Csanád v.m. 1896-ban kiadott monográfiájában. /5/ Az ősi falvak nagy része létező falu, részletes adatokat találunk faluról- falura, nyoma sincs a lepusztult vidéknek. A spontán kialakult ősi falvak házai állnak, azokban helyezték el a folyamatosan érkező telepeseket. Az 1723-25 évi Mercy-féle összeírás 662 régi falut 21289 házat számoltak össze, a pusztákról tanyákról nincs adat (4.) www.pg001.jpg /pg208/ Mercy-féle összeírás, a hontalan zselléreké tett, őshonos lakosságot számba sem vették. Az elvándorlásra esély sem volt fegyveres őrség állt a Maros és a Tisza mentén, Pusztákon tanyákon húzták meg magukat. A szögedi nép, vagy a tömösközi /ami ugyanaz/, a Tisza mindkét oldalán élte át a több mint félévszázados kirekesztést. 1778 után visszatért hozzájuk ősi püspökségük, az újraalakult Csanádi Püspökség, Temesváron és 1778 után a magyar Király alattvalói lettek. Ma is a volt Csanádi, ma temesvári egyházmegye többségi hívői az őshonos magyar lakosság./6/

## Dél-alföldi újrakezdés a kereszt alatt
A Tisza Maros folyók jobboldali falvak kegyetlen pusztítása bekövetkezett. Az utolsó török harcok után az újrakezdésre nézve fontos adatot olvashatunk Lambian mérnök 1695-ből származó följegyzéseiből. A mérnök, Gyula bevétele után beutazta a Kőrös, Tisza, Maros közét és térképet készített a bécsi haditanács megbízásából. Makóról ezt írja: „nagy falu de nem lakják, a házak mind romokban hevernek”. Vásárhelyről pedig azt, hogy „nagy falu de nem lakják a házak megvannak”. Szentesről azt jegyezte föl „Szentes falut magyarok lakják”/7/ A XVII. századvégi hadjáratok a Tisza-Maros bal oldali, bánáti területeit nem érintette. Az 1699-évi karlócai békekötésben az új határt, a Tisza és Maros folyók képezik. A császáriak részéről kérték a béketárgyaláson, hogy a Tisza és a Maros mentén a nagyobb biztonság végett, „pusztává tétessék”-a falvak. A török meghatalmazott által mint törvényeikkel ellenkezőt elvetették, ”melyek népesítést, nem pedig elnéptelenedést parancsolnak” /8./ Abban megállapodtak, hogy a határ menti várak megmaradhatnak jelen állapotukban, de újat nem építhetnek, így maradt főn az időben Szeged és Csanád vára is.

## Temesköz továbbra is (1699) török hódoltságban
Bánság az időben még Temesköz, tőrök hódoltsági terület volt 1716-évig, elkerülte a Rákóczi-szabadságharc véres évtizedét is amiben a török nem vett részt. Bánság kiváló termőföldje, az enyhén kiemelkedő fekvése árvíz mentességet biztosított Temes völgyéig sűrűn lakott vidék volt a török hódoltság végén is. A karlócai béke /1699/ tovább biztosította a vallásszabadságot.

## Kurucok, labancok, délszlávok
1699 és 1718 közötti években, Temesközt a Tisza-Maros vonaláig még török hódoltság volt, így az őshonos lakosság elkerülte a falvaik pusztulását. A háború a folyók jobb oldalán dúlt abban a török nem vett részt, és a temesközi lakosság sem. Szeget – Arad – Gyula vidékein a közel 10 évig tortó véres összecsapások, a Rákóczi szabadságharcosai és a labancok, a Magyarországra menekült, zsoldért és a letelepedés ígéretéért harcoló délszlávok között dúlt a háború.Az 1718-évi békekötés és a török elvonulása utat nyitott az előbb Magyarországon rekedt balkániaknak a Bánsági beáramlásra. 

## Bánság, Szeged, Makó, Arad vidéke katonai terület
A török 1718-ban harc nélkül kivonult, lemondott, a három megyényi Temesköz területéről. 1718 után, a császár uralma alatt, katonai irányítás következett. Szekernyés János „A magyarság emlékjelei a Bánságban” nagy monográfiában idézi Bartuszi István /1853-1922/ kiváló helytörténészt, annak a merész és eredeti koncepciónak a levonását, megkockáztatja, hogy a Temesköz magyarságára az osztrák uralom 1717-1778-ig terjedő korszaka sokkal veszélyesebb volt mint a török hódoltság több mint másfél évszázados periódusa. /9/ A betelepítés Bánságba katonai eszközökkel történt. Leopold Kollonitsch volt esztergomi érsek /aki hamarabb lett püspök mint miséző pap/ elvei szerint. IV. Károly császár vagy III. Károly magyar király /személyében ugyanaz fölrúgta a magyar rendekkel kötött szatmári békét /1711/, a magyar alkotmányt. A közös hadsereget a Habsburg hatalom kiterjesztésére használta. Bánságot a „jure armorum” fegyverrel szerzett osztrák területnek tekintette, megtagadta a temesközi magyar rendek birtok jogait, a jobbágyaik is hazátlan zsellérekké váltak. IV. Károly osztrák császár Bánságot az uralma alá vette, katonailag megszállta.
Az önhatalmú rendelkezésnek egyik megfontolatlan következménye az ősi /1030/ Csanádi egyházmegye fölszámolása Bánságban, vagyis az egyházmegye teljes területén. A Bánsági katonai főparancsnok Mercy Florimond, Nádasdi László Csanádi püspököt 1718-ban kiutasította Bánságból, püspöksége teljes területéről, ezzel a Csanádi püspökség saját ősi területén megszűnt. Mercy főparancsnok 1724-ben magyar honosítást, rendi jogokat és grófi címet, földbirtokot kapott Baranyában. Bánságban nem kaphatott, az a császár uralma alatt volt a birtokjog és az egyházi jog ott még rendezetlen volt. Magyar rendi jogok az alkotmányos magyar jogok és a Csanádi egyházmegye egyházi jogai 1778-tól került vissza a magyar Király joghatósága alá, minden a föld idegenek birtokába került. A következő uralkodó /bánság fölött is/ I. Ferenc a Német–Római birodalom császára, 1736-1765-között, őt követte II. József császár. 1765-1790. Mária Terézia apostoli magyar király uralkodása bánsági terület fölött mint magyar királyság része 1778-ban következett be, újra magyar király rendelkezik Bánságról mint magyar királyi területről, és a három megyét vissza szándékozik vezetni a magyar megyerendszerbe. Alapvető akadályba ütközött, hogy az előbbi fél évszázada császári uralom alatt tartott terület, Bánságban a magyar király apostoli jogát 1778-ig nem alkalmazhatták, Rendezetlenül áll a kegyúri és főkegyúri jog ami a Szentszék joga /mások szerint a magyar apostoli királyé is/ rendezésre vár az új bánsági idegen földbirtokosok honosítása, A Csanádi püspökség mint a magyar püspöki kar tagja 1778-tól újra működni kezdett. 1780 után II. József abszolutista uralkodó nem működött együtt a főpapsággal, a Szent székkel, rendeleteivel a korlátozta a magyar püspöki kar jogait, megtiltotta a kapcsolat tartást a Pápával, míg nem a Magyar Püspöki Kar szembefordult, megtagadták az engedelmességet. Joachim Bahlcke lipcsei egyetemi tanár 1995-ben monográfiát ír ”A Magyar Püspöki Kar és a Habsburg Monarchia” rá mutat, hogy a Bánság volt a laboratórium meddig lehet elmenni az abszolutista hatalom kiterjesztésével? /10/

## Csanádi vár az egyházmegye székhelye és a Szent György katedrális lerombolása
A legtragikusabb sors a Csanádi egyházmegyét érte, székhelyét /1718 után/ a Szent György katedrálist a várral együtt a Habsburg katonaság lerombolta, Nádasdy Lászlót 1710-1829/ Csanádi Püspököt, 1718-ban Mercy Florimund katonai főparancsnok IV. Károly császár parancsára kiutasította, egyházmegyéjéből, Bánságból. Az egyházmegye 50.000 kh. Földbirtokát eladták macedón marha kereskedőnek. A Magyar királyságban hiteles helyen nyilvántartott birtokjogot és rendi jogokat Bánságban a magyaroktól megvonták, ezzel a magyar jobbágyok de a rendek is nincstelen hazátlan zselléreké váltak. A magyarokat kitiltották Bánságból, Mária Terézia magyar király uralma alatt /1778-1780/ Bánság vissza tért a magyar király joghatósága alá, a királynő 1780-ban elhunyt, a magyar királyságot, fia II. József veszi át, aki az abszolutista uralkodásáról vált ismertté. 1781-ben a Bánságban 41 faluban 141 földbirtokot adtak el, örmény, macedón és más balkáni kereskedőknek, adtak hozzá magyar honosítást és rendi jogokat, (11.) Az új földbirtokosok új jobbágyokat hoztak. Temes, Torontál és Krassó-Szörény megyéket visszasorolták a magyar megyerendszerbe. II. József a betelepítést folytatta. A betelepített németek szabad menetű jobbágyok lettek 24 kh. Szántóföld, 6 kh. legelő, saját ház, fölött rendelkeztek, a kegyúri jogot fölöttük, /ellentétbe az egyház joggal/ nem a földesúr, hanem a magyar apostoli király mint főkegyúr, biztosította. II. József még a magyar királlyá koronázását is mellőzte, így lett a köznyelvben a kalapos király, de nem lett apostoli magyar király. Az utolsó magyar apostoli királyi jogcím felhasználó Ferenc József császár volt, azonban ő akkor nem volt sem magyar király, sem erdélyi fejedelem, 1864-ben Karánsebesen, Nagyszebenben, Aradon román ortodox egyházat hozott létre ezt azonban az ortodox Pátriárka nem ismerte el.

## Bánság egyházmegye nélkül 1778-ig
Bánságban a császári katonai uralom alatt 1718 és 1778 között nem működött egyházmegye, a fölszentelt Csanádi püspökég működését IV. Károly császár megakadályozta Az 1710-ben kinevezett Nádasdi László Csanádi püspököt, Mercy Floribund katonai parancsnok 1718-ban kiutasította Bánságból az az a teljes magyar Csanádi egyházmegyéje területéről. IV. Károly császár, mint III. Károly magyar Király utasította, Nádasdi Lászlót, hogy hozzon létre egy másik püspökséget a Tisza és Maros jobb oldalán, a Kalocsai püspökség területén elkerülvén a nyílt konfrontációt a Szentszékkel, ott viszont az oda telepített szerbek nem voltak hajlandók egyházi tizedet fizetni. Nádasdi László Csanádi püspök 1729-ben elhunyt, III. Károly. Király, Mercy főparancsnok unokaöccsét Falkeinstein Bélát nevezte ki püspöké a Tisza Maros jobb oldalán /1730-1739/ azzal föltétellel hogy Bánságban, azaz Csanád egyházmegye teljes területén nincs joghatósága. Bánságban a császári uralom alatt rendes egyházmegye nélkül a katolikus papság a birodalom különböző helyeiről verbuválódott, sok esetben a miséző papnak sem minősültek.

## Az ősi (1030) Csanádi egyházmegye temesvári székhellyel
A Szent István által 1030-ban alapított Csanádi egyházmegye első püspöke Szent Gellért. 6 évszázados működés után arra kényszerül, hogy székhelyét a magyar Királyi területre költöztesse, folyamatosan volt kinevezett Csanádi püspök, aki a török hódoltságban élő hívei egyházait ellátta. A török nem tiltotta a keresztény vallások gyakorlását. A Csanádi egyházmegye területén a földbirtokosok a török hódoltság alatt sem mondtak le a birtokjogaikról, azt tovább nyilvántartották hiteles helyen, ragaszkodtak a rendi jogaikhoz amit folyamatosan használtak a királyi területeken, sok esetben az egyházi tizedet is beszedték. 1718 után a Temesköz a császáriak fennhatósága alá kerül a haditanács irányítása alá Kollonich Lipót /1631-1707/ elmélete szerint, de Savoyai Eugen /1668-1736/ a császári haditanács nagyhatalmú ura is úgy vélekedett Bánságot meg kell tartani és németekkel betelepíteni. 
A betelepítést katonai eszközökkel végezték, úgyszintén az őshonos lakosság kitelepítését. A birtokba vételt németes pontossággal előkészítették. Bánság területén az őshonos nép templomait. várait lebontották, nem maradhatott egyetlen történelmi emlék, ami az előbbi századokban épült, a szó szoros értelmében kő kövön nem maradt. A bontást 1718 után katonaság és a robotmunkások végezték. A később Bánság annektálását a császáriak nem tudták megvalósítani, maradt a teljes kifosztása, 1759 és 1769 között 10 millió Ft. adósság fejében zálogba adták a bécsi banknak 10 évre. A földbirtokokat amit nem osztottak szét a német telepeseknek, azt eladták az utolsó barázdáig. idegen földbirtokosoknak később /1778/ adtak hozzá magyar rendi jogokat, jobbágyjogot. A Csanádi egyházmegye, mint a Magyar Királyság egyháza újra indul. Első újkori püspök Christovitch Imre, temesvári székhellyel, Megkezdi az első bérmálásokat 1780-ban a török óta először. A következő fölszentelt püspök Kőszeghy László /1800-1828/, megépítik és fölszenteli a temesvári Szent György katedrálist 1803-ban. 
Hatalmas fejlődés következik, megépülnek a katolikus templomok, iskolák és a sakktábla elrendezésű falvak. A magyarság visszatelepülése főleg a városokba történik, a század végén a lakosság többsége katolikus, magyarság létszáma közelíti a németek létszámát. Az elvesztett szabadságharcot a bánsági magyarok 1849-et úgy tartják akkor volt a ”szaladás” az ellenforradalmárok a magyar lakosságot a Tiszán-Maroson túlra űzték, tavasszal térhettek vissza a felperzselt otthonaikba. 1849 után a német főpapság állt a Csanádi Egyházmegye élére. Ekkor a magyar, német, román és szerb lakosság aránya szinte azonos volt, a katolikus lakosság volt többségben. 1855-ben Ferenc József császár az egész birodalma nevében Concordátumot kötött a Vatikánnal, többek között bele foglaltatott, hogy a püspökség független az államtól /császártól/ Az egyházi vagyon a Püspökségé, a rendelkezési jog a Püspöké. A pápai nuncius székhelye Bécs. A német befolyás tovább erősödött. A Magyar Királyi állam felbomlása után a Csanádi temesvári püspököt 1923-ban kiutasították Temesvárról, ezzel a három országra vágott Püspökség működésképtelenné vált. 
Románia 1929-ben, Concordátumot kötött a Vatikánnal, fontos közreműködő volt a temesvári /Csanádi/ új német püspök jelölt és rokona aki szenátor a bukaresti parlamentben. Újra meg fogalmazást nyert, egyház szuverenitása, vagyona a püspökségé a püspök rendelkezése alatt, /nem a királyé/ Ezen passzus nyomán a Temesvári Püspökség minden előbbi vagyon birtokosának tekintette magát, aminek, máig hatása lett a számottevő vagyon okán. A temesvári Püspök székbe ültetése után /1930/ a magyar oktatást a szemináriumban és többi iskolákban beszüntette.
1934-ben a temesvári katolikus Püspök és a fent említett német szenátor rokonával vizitációt tettek Hitlernél./12/ Megalakult a „Deutsche Volz gruppe” német nacionalista szervezet saját vagyonnal rendelkeztek. A zsidók vagyonát az állam 1938-ban elvette. A német oktatást a Volz gruppe, átvette a katonaköteles férfiak német hadseregbe állhattak, nagy részben a Waffen SS-ben szolgáltak joghatóságukat kiterjesztették a megszállt szerb Bánátra is ahol menedéket nyújtottak az 1941 telén a véres bukaresti pogromok vasgárdista elkövetőinek. 1948. évi 151 dekrétum a temesvári püspökséget a gyulafehérvári Főegyházmegyéhez csatolja. A maradék német lakosság, a titkosszolgálat, a kollaboráns német papság és a németországi titkosszolgálat nem éppen törvényes eszközökkel kiárusítják a maradék német lakosságot. Kialakult a bennfentesek vegyes klikkje, nagy értékű ingatlanok cseréltek gazdát. A kitelepített németeket lemondatták állampolgárságáról, minden vagyonáról, a nyugdíj jogosultságáról, 1989-ig a németek kitelepítése befejeződött. /13/ 
Az 1990-ben a temesvári Püspökség föl állt az 1982 óta a hatóságokkal jól együtt működő német főpapság vette át a püspökség vezetését, annak ellenére, hogy a német hívők negyed évszázada eltávoztak. A Csanádi három részre szakadt ősi katolikus egyházmegye Temesvári, Csanádi, Szeged Csanádi és Nagybecskereki Csanádi egyházmegye híveinek nagy része őshonos magyar. Az egyház az 1030-ban Szent István és Szent Gellért által alapított egyházmegye hagyományát őrizni, a sok viszontagságot átélt őshonos népe az elkötelezett és jogosult. A kufárok pedig, akik a XX. században német népük eladásából harácsoltak vagyont és befolyást, szerep tévesztésben vannak, népüket régen eladták /13/ Mára pedig fondorlatos módon az egyházmegye híveinek legdrágább kincsét a magyar liturgikus anyanyelvét, kizárták saját egyházából, megtévesztve a magyar hívőket, az egyházi liturgikus nyelvnek, nincs köze az állami hivatalos nyelvhez a püspök szuverén, az államnak nincs joga a beleavatkozni az egyház ügyeibe. Az idegen főpapság ideje Bánságban régen lejárt. 25 év alatt az egyház vagyonát nem szerezték, vissza Azon fáradozni, hogy az egyház és vagyona idegen kézre kerüljön nagy bűn lenne.

## Mária Terézia apostoli magyar király
„III. Ferdinánd német-római császár, magyar király /1625-1657/ sikertelenül tett lépéseket Rómában az iránt, hogy az apostoli cím használatára jogot kapjanak. Az uralkodók főkegyúri jogát a Pápaság az újkorban hivatalosan soha nem ismerte el./14/ „Mária Terézia 1758-ban XIV. Benedek pápa/ 1758, halála után összeülő bíbornoki Collegiumhoz intézett levelében, először használja az Apostoli királyi címet. Elrendelte, hogy címében közvetlenül Magyarország mellé helyezzék.” E címmel az udvar úgy fogta fel együtt jár a királyi hatalom felsősége a nemzet egyházban.” Mária Terézia Királynő uralkodása alatt már előbb mint 1758 élt a főkegyúri joggal, a főpapok kinevezésével, az áthelyezésről elmozdításról és a világiaknak egyházi javadalmakba helyezéséről. Elődei: I. Lipót /1657-1705/ I. József /1705-1711/ és III. Károly 1711-1740 Magyar Királyok is többször használták a főkegyúri jogot, de nem nevezték magukat apostoli királynak. I. Lipót /1657-1705/ német római császár, magyar király a karlócai békeszerződésben 1699-ben lemondott az ősi magyar Csanádi egyházmegye területéről a török javára ami ellenkezett a magyar alkotmánnyal. 
A karlócai békeszerződés biztosította a keresztények vallásszabadságát a török hódoltságban az az Temesköz területén, 1718-ban. A török lemondott Temesközről /későbbi Bánság/, az utolsó volt Magyar királysági területről, harc nélkül kivonult. Az az abszurd helyzet állt be III. Károly uralkodása alatt, a szatmári békeszerződésben foglaltak /1711/ ellenére, Bánságban megszűnt a vallásszabadság az őshonos lakosság minden jogát vagyonát a császár elvette. Bécs újabb trükköt eszelt ki, III. Károly Magyar király, IV. Károly néven osztrák császár a bánsági területet császári katonai uralom alá helyezte, mondván hogy, fegyverrel szerzett terület /jure armorium. A magyarokat kitiltották Bánságból a rendek birtokjogait elvették, A Temesközt átnevezték „Bánát” névre és az császárok uralma alá került. IV. Károly császár 1740-ig, majd I. Ferenc császár 1765-ig. következett II. József császár 1778-ig Bánság 60 évig császári katonai terület volt.
A betelepített németeknek szabadmenetű jobbágyjogot ígértek abban a tudatban, hogy császári alattvalók, és a római katolikus vallást a kegyúr, és a főkegyúr jogot a szentszék biztosítja az egyházmegye által. II. József szembesül azzal, hogy Bánság birtokjogait rendezni kell. A megoldást abban látták, hogy Bánságot 1778-ban vissza csatolták az” Apostoli Magyar Király Mária Terézia joghatósága alá. A királynő /császár sosem volt/ Bánságban megkezdte a főkegyúri jogok alkalmazását, a német telepesek a magyar király alattvalói lettek aki a ”főkegyúri” jogon a vallási jogokat is biztosította /más vélemények szerint a főkegyúri jog csak a Pápa joga/ Elrendelte 1778-ban, a IV. Károly császár által 1718-ban megszüntetett ősi Csanádi Egyházmegye újra fölállítását Temesváron. Püspököt nevezett ki Christovitch Imre személyében, az első bérmálásokat 1780-ban végezte a török óta. 1778-ban született meg a döntés Bánság területe, Temes, Torontál és Krassó-Szörény megyék visszacsatoltatnak a magyar megye rendszerbe. 1778-ban a magyarokat sújtó rendelkezések megszűntek, vagyonvisszaadás azonban nem követte. 
A beáramlott ortodox lakosság nincstelen zsellérek lettek az új földbirtokokon, ahhoz, hogy a jobbágy lehessen az unitus görögkatolikus vallást el kellett fogadni. Bánság teljes föld vagyona ide értve a Csanádi Egyházmegye birtokait is az erdőket Bécs már előbb eladta a tulajdonjogba juttatás 1781-ben fejeződött be. 1780–ban Mária Terézia magyar apostoli királynő elhunyt. Újra fia, II. József lett a magyar király. Ő nem tartott igényt az apostoli jogforrásra, az abszolutista uralkodási módot alkalmazta, a betelepítést folytatta.
Mária Terézia magyar apostoli király 1740 és 1780-között uralkodott /császárnő sosem volt/ Bánság az uralkodása végén került uralma alá, Előbb a császár joghatósága alá tartozott, 1778-ig. A két év uralkodása alatt történtek, 1780-ig, mégis emlékezetes marad uralkodása. 1778-ban visszavonta a bánsági magyarokat sújtó törvényeket. Újra létrehozta a Csanádi püspökséget 1778-ban. A három vármegye, Temes, Torontál és Krassó-Szörény vármegyéket vissza sorolta magyar vármegye rendszerbe.

## Temesköz vagy Bánság?
Az 1718. évi pozsareváci békeszerződést IV. Károly császár úgy értelmezte, hogy Bánság a császár joghatósága alatt katonai terület lesz. Önálló közigazgatási tartomány vagy bánság nem lett. A síkság Dél-alföld része Temesköz legrégebbi tájneveink egyike, a hegyvidéke Erdélyhez is tartozott, ugyan azt a területet csak a török hódoltság alatt, utolsó 18 évben /1699-1718/ és mint császári katonai terület 1818 és 1778-között jelentett, amit később átneveztek Bánságnak. 1778 után visszakerült a magyar király joghatósága alá, újra fölállt a három magyar megye: Temes, Torontál és Krassószörény. A Bánság románul, szerbül és németül Banat. Állítólag egy helytelen német fordításból került a köztudatba.

## Apostoli király
A bécsi udvari klérus a XVII. században hangsúlyozni kezdték hogy a magyar királynak apostoli jogai voltak, az egyház ügyeit is maga rendezhette /a pápa nélkül/ Püspökséget alapíthatnak, élhetnek a főkegyúri joggal, elvégezhette a püspökök kinevezését és székükbe helyezést. élhetnek a főkegyúri egyházjoggal, Az abszolutista uralkodók a középkori szokásjogra, hivatkozva, olykor éltek is a kegyúri jogokkal, püspökségeket alapítottak püspököket ültettek székbe, több esetben rendhagyó módon ortodox püspökségeket alapítottak magyar országon, ortodox püspököket helyeztek székbe, azonban az ortodox Pátriárka nem ismerte el ezeket az egyházakat. (7.) A magyar országgyűlés határozata szerint a főkegyúri jog csak a megkoronázott magyar király joga volt./ /ezt a szabályt II. József uralkodása alatt átlépte. Legutoljára ezt a kivételes egyházjogot Ferenc József császár kísérelte meg felhasználni 1865-ben ortodox egyházat hozott létre Nagyszebenben. Az ortodox Pátriárka viszont ezen egyházat nem ismerte el. Ferenc József császár 1865-ben nem volt sem erdélyi fejedelem, sem magyar király.